# Peter Doroshenko
Peter Doroshenko (1962) is een Amerikaans museumdirecteur van Oekraïense afkomst.
Hij groeide op in Chicago en studeerde in 1985 af aan de University of Wisconsin-Milwaukee (UWM) waar hij een BFA behaalde in schilderen en tekenen. Daarna was hij onder andere werkzaam bij het Whitney Museum of American Art in New York en het Contemporary Arts Museum in Houston, Texas.
In oktober 1996 werd Doroshenko de directeur van het UWM's Institute of Visual Arts en op 1 december 2003 volgt hij Jan Hoet op als directeur van het Gentse SMAK. Binnen een jaar, op 25 november 2004, wordt hij daar ontslagen waarop een ruime groep rond bekende kunstenaars zoals Luc Tuymans zich hevig verzetten tegen zijn gedwongen vertrek. In april 2005 wordt Doroshenko de directeur van het Baltic Centre for Contemporary Art in Gateshead (Engeland).
Sinds november 2007 is hij de artistieke leider van het Pinchuk Art Centre in de Oekraïense hoofdstad Kiev. 